# Juan Manuel Figueroa
Juan Manuel Figueroa (26 de enero de 1950) es un instructor de pesas y exluchador profesional de Titanes en el Ring, personificó a La Momia entre 1975 y 1988. 
En 1975 Figueroa fue convocado por Karadagián para personificar el papel de La Momia, que hasta ese entonces había sido interpretado por Juan Enrique Dos Santos.  En 1982 lucho contra Martín Karadagián en el estadio del Luna Park. Figueroa también personificó a El Príncipe de Napoli (en giras por Centroamérica en 1975), El Androide, El Dogo, El Olimpico, Dink C y al Indio Cutral-Có. En 1984 actuó en la película Titanes en el ring contraataca.
En 1988 integró la troupe de Lucha Fuerte donde personifico a Anuk el esquimal y Robox
En 1997 participó de la última reunión de los Titanes originales por Canal 9. En el 2001 personificó a Mano Negra , y El Faraón en la última emisión del programa Titanes en el Ring, que se emitía por América TV.